# Wade MacLauchlan
H. Wade MacLauchlan CM OPEI (sinh ngày 10 tháng 12 năm 1954), là một học giả và chính trị gia người Canada.  Ông từng là thủ hiến Prince Edward Island thứ 32 từ năm 2015 đến 2019. Chính phủ của ông đã bị đánh bại trong tổng tuyển cử ngày 23 tháng 4 năm 2019 sau một nhiệm kỳ nắm quyền. MacLauchlan đã từ chức lãnh đạo đảng Tự do vào ngày 8 tháng 5 năm 2019 khi chọn Robert Mitchell làm quyền lãnh đạo.

## Tuổi thơ, giáo dục và sự nghiệp
MacLauchlan sinh ngày 10 tháng 12 năm 1954, con thứ ba trong số năm đứa trẻ do Harry và Marjorie MacLauchlan sinh ra ở Stanhope, Prince Edward Island. Cha ông là một doanh nhân thành đạt, ông đã làm giàu của mình trong một số liên doanh bao gồm gỗ bột giấy, xây dựng nặng, golf, truyền hình cáp, du lịch, phân phối dầu khí và bất động sản. MacLauchlan có bằng Cử nhân Quản trị Kinh doanh tại Đại học Prince Edward Island và tiếp tục lấy bằng Cử nhân Luật tại Đại học New Brunswick và Thạc sĩ Luật tại Đại học Yale. Ông làm giáo sư luật tại Đại học Dalhousie trước khi trở thành trưởng khoa luật tại Đại học New Brunswick.

## Đời tư
MacLauchlan là người đồng tính công khai; bạn đời của ông Duncan McIntosh là giám đốc nghệ thuật sáng lập của Nhà hát Watermark.
MacLauchlan đã chủ trì Hội nghị Palmer về Lãnh đạo khu vực công vào năm 2012: Canada với tư cách là nhà lãnh đạo trong chính sách và thực hành nhập cư, và đồng chủ trì Hội nghị Georgetown 2013: Xác định lại nông thôn. Ông cũng đã viết Alex B. Campbell: The Prince Edward Island Premier Who Rocked the Cradle, tiểu sử của Alex Campbell.